# Église Saint-André de Bannans
Pour les articles homonymes, voir Église Saint-André et Saint-André.
L’église Saint-André de Bannans est une église située à Bannans dans le département français du Doubs.

## Histoire
Une charte de 1084 mentionne pour la première fois une église à Bannans.
L'église actuelle a été construite en 1725, en intégrant pour la base du clocher, les restes d'un édifice du XVIe siècle.
Une croix est érigée en 1806.
L'église fait l’objet d’une inscription au titre des monuments historiques depuis le 30 décembre 1980.

## Rattachement
L'église fait partie de la paroisse de Frasne qui est rattachée au diocèse de Besançon.

## Architecture
L'église est de plan allongé et comporte trois vaisseaux. Le toit est à longs pans et à pignon couvert.
Typique de la Franche-Comté, le toit surmontant le clocher est à impériale.

## Mobilier

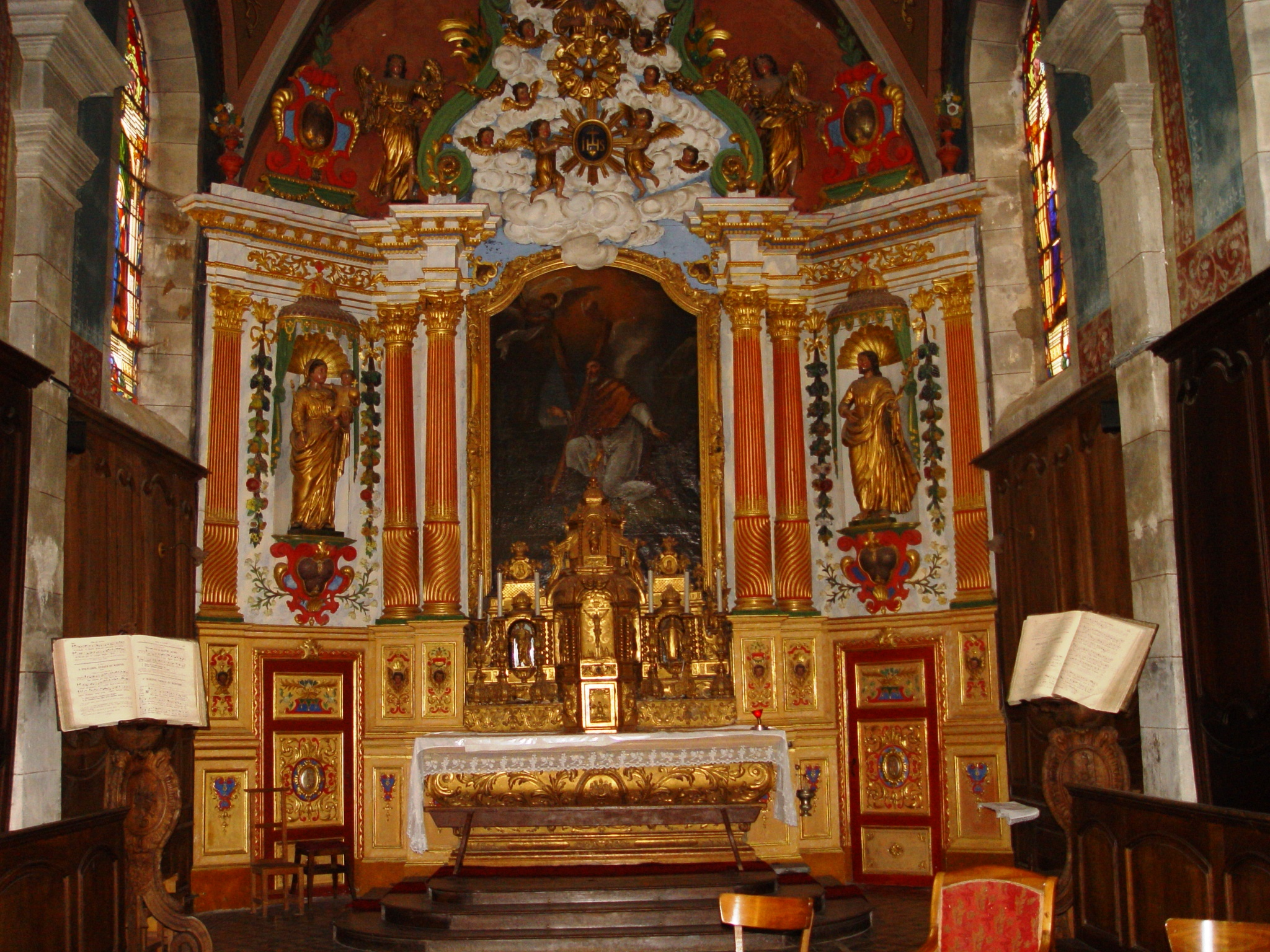
Le maître autel.

L'église possède un mobilier remarquable parmi lesquels :
- une chaire à prêcher, en bois taillé, octogonale et à baldaquin datant de 1730 classée à titre objet aux monuments historiques depuis le 5 décembre 1908[5]
- le maître-autel, le tabernacle, l'exposition, le retable et la garniture en bois taillé en partie doré datant du XVIIIe siècle classé à titre objet aux monuments historiques depuis le 27 juin 1962[6]
- les fonts baptismaux ainsi que leur retable et leur baldaquin datant du XVIIIe siècle classés à titre objet aux monuments historiques depuis le 27 juin 1962[7]
- deux aigles lutrins datant du XVIIIe siècle classés à titre objet aux monuments historiques depuis le 27 juin 1962[8]
- deux autels et retables secondaires en bois sculpté et doré datant du XVIIIe siècle classés à titre objet aux monuments historiques depuis le 27 juin 1962[9]
- deux volets de polyptyques représentant saint André et saint Antoine en bois peint datant du XVIIe siècle classés à titre objet aux monuments historiques depuis le 27 juin 1962[10]
- un tableau représentant la Sainte Famille  datant du XVIe siècle classé à titre objet aux monuments historiques depuis le 31 juillet 1970[11]